# Tabuleiro do Martins
Tabuleiro do Martins é um bairro localizado na região Administrativa 7, na zona oeste da cidade de Maceió, em Alagoas, no Brasil. Possui área de 8,5 quilômetros quadrados. Foi fundado no ano de 1911.

## História
Em 1945, foi entregue a primeira estrada asfaltada do bairro, onde atualmente é a Avenida Durval de Góes Monteiro, que, na época, ia da Praça Centenário (no bairro da Gruta de Lourdes) ao Campo da Aviação de Rio Largo (atual Aeroporto Internacional Zumbi dos Palmares). Ela foi construída com dólares estadunidenses. A finalidade da via era o deslocamento das Forças Aéreas dos Estados Unidos em Alagoas.

## Cultura

### Carnaval
Em fevereiro e março, o carnaval era sempre animado com bandas de pífaros.
| Antigos blocos carnavalescos do bairro |
| -------------------------------------- |
| Bacalhau na Vara                       |
| A Ciganinha                            |
| Escolas de samba do bairro             |
| Asas do Ritmo                          |
| Voz do Samba                           |

### Festas Juninas
Quadrilhas juninas do bairro
- Quadrilha do Amor- Foi fundada em 1982 como uma brincadeira na rua Nova Brasília, onde dançou até 1986. A quadrilha foi campeã nordestina no concurso de Caruaru 2001.

## Limites
| Noroeste: Santos Dumont | Norte: Cidade Universitária |                      |
| Oeste: Clima Bom        | Tabuleiro do Martins        | Leste: Antares       |
| Sudoeste: Santa Amélia  | Sul: Petrópolis             | Sudeste: Santa Lúcia |

## Conjuntos residenciais
- Morada do Bosque
- Morada dos Palmares
- Conjunto João Sampaio
- Morada Nova
- Bosque das Palmeiras
- Bernardo Oiticica
- Germano Santos
- Rancho Bom
- Village do Farol
- Tabuleiro Novo
- Salvador Lyra
- Cleto Marques Luz
- Dubeaux Leão

## Transporte
O meio de transporte usado por moradores mais frequentemente é o ônibus, apesar de existir grande tráfego de ciclistas entre as primeiras horas do dia e o anoitecer.

## Lazer
As opções de lazer encontradas no bairro são praças, LAN houses, sorveterias, pizzarias, campos de futebol e bares.
A população ganhou, no início de 2010, a construção do novo Shopping Pátio Maceió, na fronteira do Tabuleiro com o bairro de Benedito Bentes. O shopping conta com várias franquias nacionais e internacionais e, lá, também está presente o primeiro cinema 3D de Alagoas.

## Esportes
O bairro apresenta grandes oportunidades em relação ao esporte, com escolas de futebol como a instituição Menino de Ouro, entre outras.

### Sociedade Sportiva Sete de Setembro(SSSS)
Em 1945, um grupo de amigos que morava na Rua da Paz (Tabuleiro do Martins) formou uma equipe de futebol e marcou um jogo para o dia 2 de setembro de 1945 contra os Bandeirantes de Bebedouro.
O novo time ainda não tinha nome definido nem material completo. Por conta disso, o jogo foi adiado para o dia 7 de setembro de 1945.
Chegado o dia, o time da rua da Paz ganhou dos Bandeirantes de 7 a 0.
Com isso, a equipe ganhou o nome de "Sete de Setembro".
Em 1989, o time foi autorizado pela Confederação Brasileira de Futebol a participar de competições profissionais.

## Economia
O Bairro do Tabuleiro é também o bairro que possui mais estabelecimentos comerciais formais da cidade. São 705 estabelecimentos. Recentemente, o bairro ganhou uma loja de uma grande rede de supermercados (G Barbosa), e a Tupan e a Distac, lojas de matérias de construção e distribuidoras. Por enquanto, esta loja é a maior da região, pois há previsão de o Carrefour instalar uma das maiores lojas do Brasil, num terreno onde havia uma indústria.
O bairro é repleto de micro e pequenas empresas, que se espalham por todo o bairro, mas a presença de grandes empresas na região é forte. A Avenida Vereador Dário Marsíglia é uma das principais vias, pelos seus 2 quilômetros de comércio, sendo a principal rota para bairros circunvizinhos.
No Tabuleiro do Martins, a Petrobras descobriu grandes jazidas de petróleo. Aproveitam-se todos os recursos naturais da área. A água é mineral. A energia é farta; e o clima de planalto permite uma boa qualidade de vida a todos os seus milhares de moradores, que formam um dos mais populosos bairros de Maceió.
O bairro ganhou agência bancária, uma movimentada feira livre, supermercados, mercadinhos, dezenas de outros estabelecimentos comerciais de pequeno e médio porte, além de escolas, postos de saúde e outros serviços básicos.
Em janeiro de 2010, instalou-se, no bairro, a Defensoria Pública da União em Alagoas, instituição essencial que presta assistência jurídica integral e gratuita aos necessitados perante os órgãos do governo federal, a Justiça Federal e a Justiça Eleitoral. O bairro foi escolhido para ser o lugar de instalação do novo instituto médico legal (IML).

### Maiores empresas do bairro
| Empresa             | Ramo                    |
| Bompreço ou Walmart | Supermercado            |
| Cesta de Alimento   | Supermercado            |
| Distac              | Distribuidora           |
| Petrobrás           | Petróleo                |
| Petrosinergy        | Petróleo                |
| Makro               | Vendas em atacado       |
| Maxxi Atacado       | Vendas em atacado       |
| Atacadão            | Vendas em atacado       |
| Carajás             | Materiais de construção |
| Correios            | Serviços postais        |
| Gazeta de Alagoas   | Jornal impresso         |
| Brasil Gás          | Gás natural             |

## População
Segundo o Censo de 2002, o Bairro do Tabuleiro do Martins possui 55 818 habitantes.[carece de fontes?]